# Valsusa novello
Le Valsusa novello est un vin rouge italien de la région Piémont doté d'une appellation DOC depuis le 31 octobre 1997. Seuls ont droit à la DOC les vins rouges récoltés à l'intérieur de l'aire de production définie par le décret. 

## Aire de production
Les vignobles autorisés se situent dans les communes d'Almèse, Bourgon, Brussol, Bussolin, Chanoux, Chiaurie, Chaumont, Condoue, Exilles, Gravière, Jaillons, Mattie, Méans, Monpantier, Rubiane, Saint-Didier, Saint-Joire, Suse et Villar-Fouchard en province de Turin. Les communes font partie du val de Suse.
Voir aussi l’article Valsusa rosso.

## Caractéristiques organoleptiques
- couleur : de rouge rubis plus ou moins intense
- odeur : intense, caractéristique, vineux et fruité
- saveur : sec,  légèrement tannique, légèrement  acidulé

Le Valsusa novello se déguste à une température de 14 – 16 °C et il se boit jeune.

## Production
Province, saison, volume en hectolitres :
- pas de données disponible